# Valcimarra
Valcimarra è una frazione di Caldarola, in provincia di Macerata.
È costituita dai due nuclei abitativi storici di Valle, che è situata in prossimità delle sponde del fiume e dove si trovano la piccola chiesa di Sant'Antonio e l'antica domus hospitalis, e di Colle, che sorge arroccato più in alto sovrastando la sponda sud del fiume e dove si trova la Chiesa dei Santi Pietro e Biagio.

## Geografia fisica
Luogo di eccezionale interesse ambientale/paesaggistico il cui territorio è coperto da macchie ricche di tartufi o da uliveti. È proprio qui, su terreni che si trovano ad altitudini comprese fra i 330  e i 500 m s.l.m. con la tessitura del terreno principalmente ghiaiosa (c'è molto scoglio), a fertilità scarsa, con giacitura a forte pendenza e con esposizione a nord-ovest, che si ottiene un olio davvero eccezionale prodotto prevalentemente con olive della Cultivar Coroncina, e dove questo può raggiungere le espressioni di maggiore caratterizzazione: ottima qualità, molto fruttato, amaro e pungente, con sentore di carciofo, di colore verde intenso, ad elevato contenuto in polifenoli e clorofilla e buon rapporto insaturi/saturi.

## Storia
Il primo documento che attesta questo abitato è ascrivibile al 961 a firma di Ottone I.
Durante il periodo napoleonico Valcimarra godette di una certa importanza e fu sede di Mandamento del Dipartimento del Musone che comprendeva: Macerata, Treia, Osimo, Loreto, Recanati, Cingoli, San Severino Marche, Tolentino, Fabriano, Matelica e Camerino.
Dal 1828 è frazione del comune di Caldarola.